# Peter Fibiger Bang
Peter Fibiger Bang (geboren op 25 juni 1973) is een Deens historicus gespecialiseerd in Romeinse geschiedenis, imperiale macht, vergelijkende methoden in historisch onderzoek over culturele grenzen heen en wereldgeschiedenis. Zijn belangrijkste onderzoeksinteresses omvatten de economische geschiedenis van het antieke Rome, imperialisme, historische sociologie en mondiale geschiedenis, evenals de receptie van de klassieke cultuur in latere tijdperken.

## Leven en carrière
Bang werd in 1973 geboren in het Deense dorp Horsens en studeerde van 1992 tot 1999 geschiedenis, Latijn en Grieks aan de Universiteit van Aarhus. In 1997 was hij gaststudent aan de Universiteit van Leicester, waar hij Romeinse archeologie studeerde. In 1999 studeerde hij verder aan de Universiteit van Cambridge, om aan zijn doctoraat te werken aan de Faculteit Klassieke Talen, onder toezicht van professor Peter Garnsey en professor Keith Hopkins . In het najaar van 2001 was hij samen met professor Richard Saller te gast aan de Universiteit van Chicago.
Sinds 2002 is Bang werkzaam, anno 2025, als hoogleraar Romeinse geschiedenis, bij de afdeling geschiedenis (Saxo-Instituut) aan de Universiteit van Kopenhagen .
In 2005 initieerde hij, in samenwerking met professor C.A. Bayly, een Europees onderzoeksnetwerk, Tributary Empires Compared, en werd hij verkozen tot voorzitter daarvan, om de historische vergelijking tussen het Romeinse, Mogol- en Ottomaanse Rijk te stimuleren. Dit netwerk werd tot 2009 gefinancierd door COST, een door de Europese Unie gesponsorde organisatie die wetenschappelijke samenwerkingsnetwerken ondersteunt ter bevordering van onderzoek en innovatie.
Gedurende zijn verblijf in Kopenhagen was Bang gasthoogleraar, fellow of academisch medewerker bij diverse instellingen: aan de Universiteit van Tübingen in de zomer van 2004, aan de Universiteit van Cambridge in 2007, aan de Universiteit van Heidelberg in de zomer van 2011, aan de faculteit Klassieke Talen van Stanford University in 2014, aan de universiteit van Zhejiang te China in 2017, aan het centrum voor de studie van Rome en de islam aan de Universiteit van Hamburg in 2020, nogmaals aan de Universiteit van Tübingen in 2022 en aan de Universiteit van Freiburg in 2023.
Bang heeft anno 2024 veertien boeken geschreven, bewerkt of mede-bewerkt (als redacteur of mede-redacteur) en schreef daarnaast een aanzienlijk aantal artikelen, hoofdstukbijdragen, recensies en essays. Naast zijn academische activiteiten schrijft Bang af en toe voor de Deense krant Weekendavisen, een Deense weekkrant bekend om zijn diepgaande analyses van culturele en politieke onderwerpen.

## Theorieën over het imperialisme
Bang stelt in zijn essay 'Empire - A World History' dat theorieën van het imperialisme zich min of meer in twee categorieën bevinden:
- Sommige imperialismetheoretici stellen dat het fenomeen voortkomt uit kapitalisme. Meer bepaald zou het volgens deze intellectuelen het economisch-monopolistische gedrag van metropolitane bedrijven aanzetten tot buitenlandse expansiedrift om grondstoffen, afzetmarkten en goedkope arbeidskrachten te verwerven. Deze stroming onderzoekers stelt overwegend dat imperia een modern fenomeen zijn. Een cruciaal vormgever van deze familie theorieën was de Russische marxistische revolutionair Vladimir Lenin, die het imperialisme voorstelde als 'het hoogste stadium van het kapitalisme'.[12]
- Andere imperialismetheorici beweren dat imperialisme een project is van aristocratische of gemilitariseerde elites uit eerzucht. De intellectueel aan de basis van deze onderzoeksopzetten was de Oostenrijks-Amerikaanse econoom Joseph Schumpeter, die stelde dat imperia "een archaïsch reliek zijn, het resultaat van een atavistische drang van krijgersklassen van vroeger tijden".[12] Deze stroming onderzoekers ziet imperialisme vooral als een antiek fenomeen dat door economische mondialisering binnen een internationaal kader van onafhankelijke natiestaten voorbijgestreefd zou worden.

Bang beweert dat de Britse liberale journalist en imperialismecriticus John Atkinson Hobson vier belangrijke kenmerken onderscheidde in zijn boek Imperialism. A Study (1902):
1. Een economische strategie ter monopolisering van markten;
2. Een project ten voordele van de belangen van aristocratische klassen;
3. Een ideologisch systeem en vorm van identiteitsvorming;
4. Een strategie in interstatelijke concurrentie.

Deze vier aandachtspunten - economisch, militair-bestuurlijk of aristocratisch, ideologisch en internationaalpolitieke - zouden de basis vormen voor verschillende onderzoeksstromingen binnen de studie van het imperialisme en imperia.

## Geselecteerde werken

### Academische werken
- Ancient Economies, Modern Methodologies, Bari: Edipuglia, 2006 (co-redacteur), ISBN 978-88-7228-488-9
- The Roman Bazaar. A Comparative Study of Trade and Markets in a Tributary Empire, Cambridge University Press, 2008, ISBN 978-0-521-85532-7
- Tributary Empires in Global History, Palgrave, 2011, ISBN 978-0-230-29472-1 (co-redacteur)
- Universal Empire. A Comparative Approach to Imperial Culture and Representation in Eurasian History, Cambridge University Press, 2012, ISBN 978-1-107-02267-6 (co-redacteur)
- The Oxford Handbook of the State in the Ancient Near East and Mediterranean, Oxford University Press, 2013, ISBN 978-0-19-518831-8 (co-redacteur)
- Irregulare Aliquod Corpus? Comparison, World History and the Historical Sociology of the Roman Empire, Copenhagen 2014, ISBN 978-87-997650-0-3
- The Oxford World History of Empire, 2 volumes. Oxford University Press 2021, ISBN 9780197533970 (co-redacteur met Walter Scheidel en Christopher Bayly)

### Mediabijdragen
- Antikken og Det Europæiske. Weekendavisen, 1999. (De Oudheid en het Europese)
- En historie om humaniora. Weekendavisen, 2000. (Een geschiedenis van de geesteswetenschappen)
- Sanskrit of Latin. Weekendavisen, 2008. (Sanskriet en Latijn)
- Fædrelandets Fader. Weekendavisen, 2008. (Vader des Vaderlands)
- Do you speak Latin? Weekendavisen, 2008.
- Det Paradisiske Kejserdømme: Stormogulernes Indien. Weekendavisen, 2008. (Het Paradijselijke Keizerrijk: Het India van de Grote Mogols)
- Afmagtens arrogance. Weekendavisen, 2008. (De arrogantie van machteloosheid)
- Tjenernes tjener. Weekendavisen, 2009. (De dienaar van de dienaren)
- Tænk ud af boksen: Old! Fri os fra Kuhlmans flade form for tværfaglighed. Oldtidskundskab viser, hvordan det skal udføres i praksis. Og giver perspektiv på både ytringsfrihed og interkulturel forståelse. Weekendavisen, 2009. (Denk buiten de gebaande paden: Old! Bevrijd ons van Kuhlmans platte vorm van interdisciplinariteit. Oudheidkunde toont aan hoe het in de praktijk moet worden uitgevoerd. En biedt perspectief op zowel vrijheid van meningsuiting als intercultureel begrip)
  - Dit essay pleit voor het behoud van oudheidkunde als vak in het Deense onderwijs, door te wijzen op de blijvende relevantie van de klassieke oudheid. Het geeft aan dat het voorstel om het vak te schrappen een resultaat is van 'verouderd modernistisch denken'. Bovendien wordt het vak gepositioneerd als interdisciplinair, dat wil zeggen, een vak dat niet alleen geschiedenis behandelt, maar ook invloeden heeft van andere vakgebieden zoals antieke satire en Arabische filosofie.
- Pax Americana. Weekendavisen, 2009.
- Den Mantuanske Gaudi. Weekendavisen, 2009. (De Mantuaanse Gaudi)
- Hil Rom, oh yeah. Weekendavisen, 2010. (Heil Rome, oh yeah)
- Frodig oldtid. Oliventræer i Libyens ørken. Weekendavisen, 2011. (Weelderige oudheid. Olijfbomen in de Libische woestijn)
- Et skarpt blik fra fortiden. Weekendavisen, 2011. (Een scherpe blik uit het verleden)
- Verdensherskere. Weekendavisen, 2012. (Wereldheersers)
- Tre Romerske Fortæninger om Europa. Berlingske, 2016. (Drie Romeinse Verhalen over Europa)
- Sådan overlever både EU og Nationalstaten. ræson.dk, 2016. (Zo overleven zowel de EU als de natiestaat)
- Imperiets Afskalning: EU er eliternes projekt ligesom den slags kosmopolitiske fællesskaber altid har været det i historien. Weekendavisen, 2016. (De afschilfering van het imperium: De EU is een project van de elite, net zoals zulke kosmopolitische gemeenschappen altijd al waren in de geschiedenis)
- Recensie van: Mikkel Venborg Pedersen (red.), Danmark og kolonierne. Danmark en Kolonimagt, 2017. [Mikkel Venborg Pedersen (red.), Denemarken en de koloniën. Denemarken als koloniale mogendheid, 2017] (2018)[13]
- 30 år, der ændrede Europa. Weekendavisen, 2018. (30 jaar die Europa veranderden)
- Manjusris Imperium. Weekendavisen, 2018. (Manjushri's rijk)
- Efterskælv fra kolonierne: Perspektiv. Imperium og nationalstat er ikke hinandens modsætninger. Den postkoloniale tankegang gør sociologen Krishan Kumar op med i en ny bog. I stedet er nationalisme afgørende for imperiers udvikling. Weekendavisen, 2018. (Naschokken van de kolonies: Perspectief. Imperium en natiestaat zijn geen tegenstellingen van elkaar. Deze postkoloniale denkwijze wordt door socioloog Krishan Kumar besproken in een nieuw boek. In plaats daarvan is nationalisme bepalend voor de ontwikkeling van imperia)
- Den store opløsning. Weekendavisen, 2020. (De grote oplossing)
  - Recensie van Walter Scheidels boek Escape from Rome (2019)
- Kostede klimaforandringer Danmark Skåne, Halland og Blekinge? Udenrigs, 2020. (Hebben klimaatveranderingen Denemarken Skåne, Halland en Blekinge gekost?)
- Kejseren som aldrig var. Weekendavisen, 2021. (De keizer die nooit was)
- Recensie van: Claus Bryld, Edmund Burke. Konservatismens profet, 2018. [Claus Bryld: Edmund Burke, Profeet van het conservatisme, 2018] (2021)
  - Bang prijst hier Deens mede-historicus Brylds biografie van Edmund Burke om haar helderheid en informatieve karakter, maar bekritiseert tegelijk de te rigide tegenstelling die Bryld zou schetsen tussen Burkes conservatisme en de Verlichting. Bang stelt dat Burkes traditiegetrouwheid voortkwam uit "scepsis ten aanzien van de ongematigde volkswil" en dat "[i]n deze Trump-tijden (...) er waarschijnlijk weinig mensen [zijn] die de voordelen niet zien van een beetje scepsis tegenover het democratische volk, geleid door een zelfingenomen demagoog."[14] Volgens Bang sloot Burke aan bij de achttiende-eeuwse Atlantische politieke cultuur intellectueel schatplichtig aan antieke republikeinse idealen.[15] De Deense historicus verdedigt bovendien dat de Britse parlementariër "moeilijk in een aartsconservatief hokje" valt te plaatsen. Hij zou "vanuit een oecumenische positie een goddelijke rede [gezien hebben] in zowel het hindoeïsme als de islam, wat samenlevingen gevormd naar hun beeld in de basis vergelijkbaar maakte met zijn eigen anglicaanse wereld".[16]
- USAs europæiske gurkhaer. Weekendavisen, 2025. (De Europese Gurkha's van de VS)